# Área de Conservação da Paisagem de Struuga
A Área de Conservação da Paisagem de Struuga foi um parque natural localizado no condado de Ida-Viru, na Estónia.
A área do parque natural era de 1251 hectares.
A área protegida foi fundada em 2007 para proteger o rio Narva e a sua biodiversidade.